# Parafia Ewangelicko-Prezbiteriańska Kościół Dobrego Pasterza w Warszawie
Parafia Ewangelicko-Prezbiteriańska Kościół Dobrego Pasterza w Warszawie – parafia Ewangelicko-Prezbiteriańska działająca w Warszawie.

## Opis
Podstawą działalności i nauczania jest Biblia, a jego wyznanie wiary opiera się na Składzie Apostolskim oraz Westminsterskim wyznaniu wiary. Prowadzi działalność w Warszawie. 
Niedzielne nabożeństwa odbywają się w budynku parafii Ewangelicko-Reformowanej przy al. Solidarności 74. Pastorem jest Moner Shaded.